# Partit judicial de Peñaranda de Bracamonte
Peñaranda de Bracamonte és un partit judicial de la província de Salamanca, que està formada pels municipis de:
| Alaraz                | Alconada                | Aldeaseca de la Frontera |
| Arabayona de Mógica   | Babilafuente            | Bóveda del Río Almar     |
| El Campo de Peñaranda | Cantalapiedra           | Cantalpino               |
| Cantaracillo          | Cordovilla              | Huerta                   |
| Macotera              | Malpartida              | Mancera de Abajo         |
| Moríñigo              | Nava de Sotrobal        | Palaciosrubios           |
| Paradinas de San Juan | El Pedroso de la Armuña | Peñaranda de Bracamonte  |
| Poveda de las Cintas  | Rágama                  | Salmoral                 |
| Santiago de la Puebla | Tarazona de Guareña     | Tordillos                |
| Ventosa del Río Almar | Villaflores             | Villar de Gallimazo      |
| Villoria              | Villoruela              | Zorita de la Frontera    |